# FNRS-3
Die FNRS-3 war ein französischer Bathyscaph, der 1953 in Dienst gestellt wurde und für eine kurze Zeit einen Tiefenrekord hielt.
Ausgangspunkt der Entwicklung war die vorhergehende Konstruktion FNRS-2, mit der Auguste Piccard in Zusammenarbeit mit der französischen Marine 1948 Tauchversuche bei den Kapverden unternommen hatte. Diese Konstruktion hatte noch zahlreiche Unzulänglichkeiten aufgewiesen, war im Einsatz von Seegang beschädigt worden und wurde 1950 außer Dienst gestellt. Im selben Jahr schloss das französische Centre national de la recherche scientifique (CNRS) einen Vertrag mit dem belgischen Fonds National pour la Recherche Scientifique (FNRS) über die Weiternutzung des Druckkörpers der FNRS-2. Die Planungen für einen neuen Bathyscaphen begannen unter der Leitung französischer Marineoffiziere. Beteiligt war auch Georges Houot, während Piccard nur noch in beratender Funktion mitwirkte und sich ab 1952 komplett zurückzog.
1953 lief das Tauchboot in Toulon vom Stapel. Gegenüber der Vorgängerin hatten sich viele konstruktive Neuerungen ereignet, allen voran der größere, 7,8 m hohe und stromlinienförmige Auftriebskörper in Bootsform. Weiterhin verlief auch der Einstieg in den Druckkörper nun über einen durch den Auftriebskörper gelegten Schacht, sodass die Besatzung nicht schon vor dem Zuwasserlassen des Fahrzeugs einsteigen musste. Einige wichtige Merkmale wurden jedoch auch beibehalten, unter anderem die elektromagnetische Aufhängung des Notballastes. Durch diesen Mechanismus wären im Falle eines Stromausfalls im Bordnetz Bleigewichte abgeworfen worden, da ja auch der Elektromagnet ausgefallen wäre, und das Boot wäre somit automatisch zur Oberfläche zurückgekehrt.
Nach dem Stapellauf wurden den August 1953 über Tauchversuche im Mittelmeer unternommen, wobei die aus den Offizieren Houot und Willm bestehende Besatzung Tiefen von bis zu 2.100 m erreichte. 1954 wurden Tauchversuche vor der Küste Westafrikas unternommen, dabei erreichte die FNRS-3 am 15. Februar bei Dakar eine Tiefe von 4.050 m. Damit wurde der bisherige Rekord gebrochen, bei dem Piccards Trieste vor der Insel Ponza im Mittelmeer am 30. September 1953 eine Tiefe von 3.050 m erreicht hatte. Der Rekord der FNRS-3 hatte Gültigkeit bis 1959, als die Trieste 7.320 m erreichte.
Die FNRS-3 stand bis 1960 in Dienst und unternahm dabei in Begleitung mehrerer Trägerschiffe unter anderem Expeditionen nach Japan sowie insgesamt 40 Tauchgänge. An Tauchfahrten des Fahrzeugs nahm auch der Meeresbiologe Théodore Monod teil. 1960 wurde FNRS-3 von der verbesserten Konstruktion Archimède abgelöst und ist seitdem im Marinearsenal von Toulon ausgestellt.

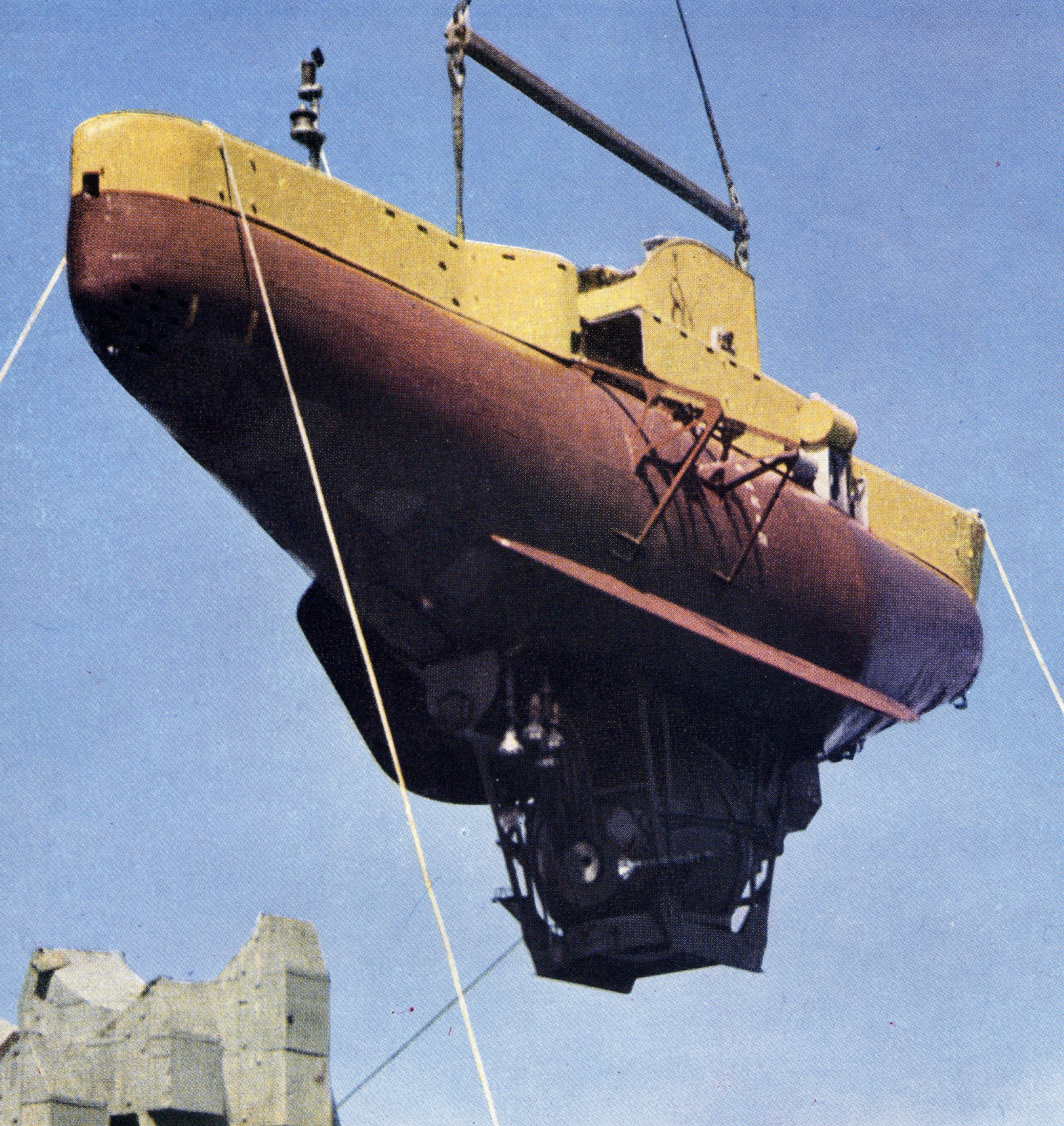
FNRS-3 wird ins Wasser gehoben
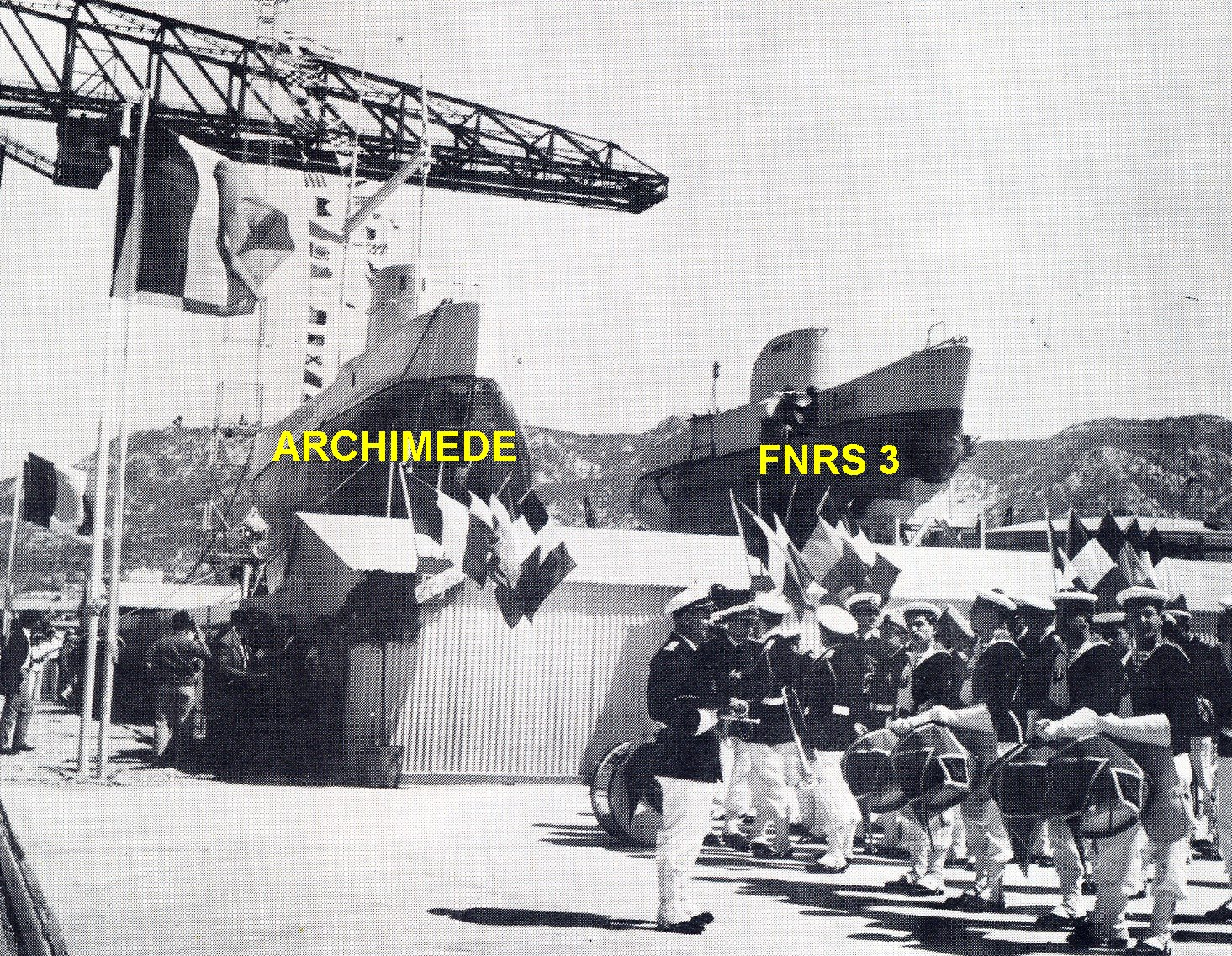
FNRS-3 bei ihrer Außerdienststellung neben der Archimède
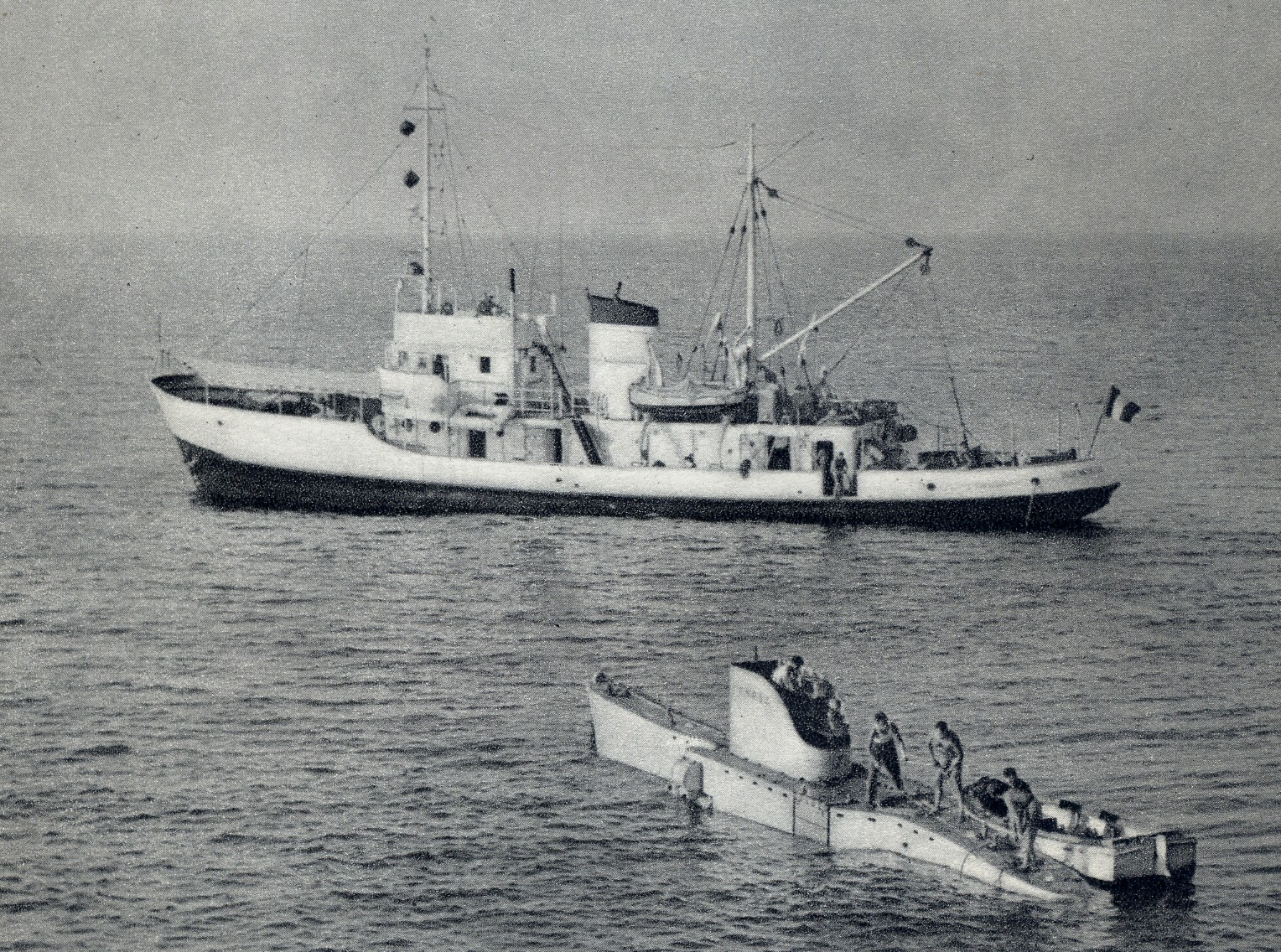
FNRS-3 auf See mit Mutterschiff Elie Monnier